# Зайчик, Геннадий Львович
Геннадий Львович Зайчик (род. 11 февраля 1957, Тбилиси) — американский, ранее советский и грузинский шахматист, гроссмейстер (1984). Тренер.
Участник ряда чемпионатов СССР среди молодых мастеров; лучший результат в 1977 и 1979 — 2—3-е места. Лучшие результаты в международных соревнованиях: Залаэгерсег (1975) — 1-е;
Тбилиси (1983) — 5—9-е; Кечкемет (1983), Поляница-Здруй (1984), Градец-Кралове (1984/1985) и Прага (1985) — 2-е; Камагуэй (1987, 2-й турнир) — 2—4-е; Коимбатур (1987) — 1—2-е места.
Участник трёх шахматных олимпиад (1992—1996) в составе сборной Грузии.

## Изменения рейтинга
| Графики недоступны из-за технических проблем. См. информацию на Фабрикаторе и на mediawiki.org. |